# フィリップ・フランツ・フォン・ジーボルト賞
フィリップ・フランツ・フォン・ジーボルト賞（フィリップ・フランツ・フォン・ジーボルトしょう、独: Philipp Franz von Siebold-Preis）は、日本とドイツにおける文化および社会のよりよい相互理解の促進に貢献し、学問上すぐれた業績をあげた日本人研究者に贈られるドイツの表彰制度。
名称は、医師で博物学者であったフィリップ・フランツ・フォン・ジーボルトの名に由来する。

## 概要
1978年にドイツ連邦共和国政府によって設立された賞で、アレクサンダー・フォン・フンボルト財団より授与される。ドイツにおける日本人研究者を対象とする最も権威のある賞とされる。受賞資格は、50歳未満でドイツ語の実務能力を有する日本人研究者である。
毎年、各大学の学長や過去のジーボルト賞受賞者等の推薦を元にドイツ学術交流会東京事務所が選考を行い、受賞者は6月頃、アレクサンダー・フォン・フンボルト財団の年次総会に合わせ、ドイツ連邦大統領から官邸（ベルリン）で直接、授与される。また、副賞として5万ユーロが支給され、ドイツ連邦共和国に1年間、招聘を受けて研究ができる。

## 創立70周年
2023年の総会は本賞を支えるアレクサンダー・フォン・フンボルト財団設立70周年にあたり、ロバート・シュレーグル新会長（化学者・エネルギー専門）が就任して初の開催であった。財団の助成を受けてドイツの大学に招聘され研究する80ヵ国超、700名を超える科学者や学者の参加が見込まれた。会場はベルリン自由大学、同学学長ギュンター・ツィーグラーは東西冷戦下に開学した大学にフンボルト財団会員が集まり、人的交流を進める趣旨を尊重し合う財団との「次の一歩」を踏み出る意義を述べ、シュレーグル財団会長は「次は何？」（英: What's Next?）を総会の指針として開会を宣言した。
基調講演は行動生態学者で進化人類学者のマーガレット・C・クロフート教授（英語: Margaret C. Crofootコンスタンツ大学フンボルト教授、マックス・プランク進化人類学研究所所長）が群を作る動物の協調行動について述べ、動画が公開された。

## 歴代受賞者
- 沼正作（1979年）
- 石井紫郎（1980年）
- 木村敏（1981年）
- 木村直司（1982年）
- 阿部光幸（1983年）
- 北川善太郎（1984年）
- 中村英夫（1985年）
- 大西健夫（1986年）
- 三島憲一（1987年）
- 安達恵美子（1988年）
- 藤田宙靖（1989年）[5]
- 大橋良介（1990年）
- 越宏一（1991年）[6][7]
- 山田作衛（1992年）
- 西村重雄（1993年）
- 浅島誠（1994年）
- 松浦純（1995年）
- 高橋研（1996年）
- 濱砂敬郎（1997年）[8]
- 二間瀬敏史（1998年）[9]
- 西川伸一（1999年）
- 山本健兒（2000年）
- 柴田利明（2001年）
- 小薗英雄（2002年）
- 瀬川裕司（2003年）
- 大貫敦子（2004年）
- 鍔田武志（2005年）
- 井田良（2006年）
- 小田部胤久（2007年）
- 田中功（2008年）
- 小川暁夫（2009年）
- 田中純（2010年）
- 香取秀俊（2011年）
- 高田篤（2012年）
- 石原あえか（2013年）
- 田中求（2014年）
- 瀧井一博（2015年）
- 河崎健（2016年）
- 安部浩（2017年）
- 高山佳奈子（2018年）
- 野口雅弘（2019年）
- 西谷祐子（2020年）
- 今野元（2021年）[10]
- 合田圭介（2022年）[11]
- 稲垣史生（2023年）※＝財団設立70周年[3][12][13]
- 吉田直紀（2024年）[2]
- 平野圭一（2025年）